# فريدي سالازار
فريدي سالازار (بالإسبانية: Freddy Salazar) هو مبارز بالسيف فنزويلي، ولد في 11 أبريل 1949 في كاراكاس في فنزويلا.

## وصلات خارجية
- فريدي سالازار على موقع أوليمبيديا (الإنجليزية)